# Canton de Castillon-en-Couserans
Le canton de Castillon-en-Couserans est une ancienne division administrative française située dans le département de l'Ariège.

## Géographie
Ce canton était organisé autour de Castillon-en-Couserans dans l'arrondissement de Saint-Girons. Son altitude variait de 448 m (Engomer) à 2882 m (Sentein) pour une altitude moyenne de 671 m.

## Composition
Le canton de Castillon-en-Couserans regroupait 26 communes et comptait 2 794 habitants (recensement de 1999 sans doubles comptes).
| Nom                         | Code Insee | Intercommunalité      | Superficie (km2) | Population (dernière pop. légale) | Densité (hab./km2) |
| --------------------------- | ---------- | --------------------- | ---------------- | --------------------------------- | ------------------ |
| Antras                      | 09011      | CC Couserans-Pyrénées | 20,02            | 61 (2014)                         | 3                  |
| Argein                      | 09014      | CC Couserans-Pyrénées | 11,09            | 196 (2014)                        | 18                 |
| Arrien-en-Bethmale          | 09017      | CC Couserans-Pyrénées | 14,59            | 108 (2014)                        | 7,4                |
| Arrout                      | 09018      | CC Couserans-Pyrénées | 3,02             | 80 (2014)                         | 26                 |
| Aucazein                    | 09025      | CC Couserans-Pyrénées | 6,02             | 64 (2014)                         | 11                 |
| Audressein                  | 09026      | CC Couserans-Pyrénées | 3,98             | 132 (2014)                        | 33                 |
| Augirein                    | 09027      | CC Couserans-Pyrénées | 9,84             | 72 (2014)                         | 7,3                |
| Balacet                     | 09034      | CC Couserans-Pyrénées | 2,12             | 21 (2014)                         | 9,9                |
| Balaguères                  | 09035      | CC Couserans-Pyrénées | 17,84            | 199 (2014)                        | 11                 |
| Bethmale                    | 09055      | CC Couserans-Pyrénées | 31,61            | 97 (2014)                         | 3,1                |
| Bonac-Irazein               | 09059      | CC Couserans-Pyrénées | 38,13            | 125 (2014)                        | 3,3                |
| Les Bordes-sur-Lez          | 09062      | CC Couserans-Pyrénées | 50,46            | 165 (2014)                        | 3,3                |
| Buzan                       | 09069      | CC Couserans-Pyrénées | 8,55             | 28 (2014)                         | 3,3                |
| Castillon-en-Couserans      | 09085      | CC Couserans-Pyrénées | 4,94             | 419 (2014)                        | 85                 |
| Cescau                      | 09095      | CC Couserans-Pyrénées | 5,32             | 136 (2014)                        | 26                 |
| Engomer                     | 09111      | CC Couserans-Pyrénées | 7,60             | 279 (2014)                        | 37                 |
| Galey                       | 09129      | CC Couserans-Pyrénées | 9,35             | 111 (2014)                        | 12                 |
| Illartein                   | 09141      | CC Couserans-Pyrénées | 3,97             | 76 (2014)                         | 19                 |
| Orgibet                     | 09219      | CC Couserans-Pyrénées | 7,45             | 165 (2014)                        | 22                 |
| Saint-Jean-du-Castillonnais | 09263      | CC Couserans-Pyrénées | 4,74             | 24 (2014)                         | 5,1                |
| Saint-Lary                  | 09267      | CC Couserans-Pyrénées | 33,91            | 133 (2014)                        | 3,9                |
| Salsein                     | 09279      | CC Couserans-Pyrénées | 5,73             | 45 (2014)                         | 7,9                |
| Sentein                     | 09290      | CC Couserans-Pyrénées | 59,18            | 156 (2014)                        | 2,6                |
| Sor                         | 09297      | CC Couserans-Pyrénées | 1,08             | 31 (2014)                         | 29                 |
| Uchentein                   | 09317      | CC Couserans-Pyrénées | 4,02             | 20 (2014)                         | 5                  |
| Villeneuve                  | 09335      | CC Couserans-Pyrénées | 5,00             | 39 (2014)                         | 7,8                |

## Représentation

### Conseillers généraux de 1833 à 2015
| Période          | Période          | Identité                       | Étiquette                             | Qualité |
| ---------------- | ---------------- | ------------------------------ | ------------------------------------- | --- |
| 1833             | 1836             | Auguste Masquère               |                                       | Maire de Betchat |
| 1836             | 1842             | Bernard Lanes père             |                                       | Propriétaire, maire de Castillon-en-Couserans |
| 1842             | 1845             | Prosper Darnaud                |                                       | Avocat à Toulouse, ancien avoué à Foix |
| 1845             | 1847             | Adolphe Dilhan                 | Centre-Majorité ministérielle         | Conseiller à la Cour Royale de Toulouse Député (1842-1848) |
| 1848             | 1855             | Prosper Darnaud                |                                       | Avocat à Toulouse |
| 1855             | 1871             | Julien-Henri Busson-Billault   | Majorité dynastique puis Centre droit | Avocat à Paris président du Conseil général, député (1854-1870), ministre (1870) |
| 19 novembre 1871 | 1874             | Charles Faydit de Terssac      |                                       | Ancien Sous-Préfet, maire de Saint-Lizier |
| 1874             | 1880             | Maurice Morère                 | Républicain                           | Avocat, notaire, maire de Balaguères |
| 1880             | 1883 (démission) | Adrien Cabannes                | Républicain                           | maire de Castillon-en-Couserans (1878-1884) |
| 1883             | 1904             | Maurice Morère                 | Républicain                           | Avocat, notaire, maire de Balaguères |
| 1904             | 1919             | Bernard Gros                   | Républicain                           | maire de Castillon-en-Couserans (1894-1919) |
| 1919             | 1940             | Paul Laffont                   | PRS                                   | maire de Rimont Député (1914-1930) Sénateur (1930-1944) sous-secrétaire d'État aux PTT (1921-1924) Président du Conseil Général Nommé membre de la Commission administrative départementale en 1941 Assassiné en 1944 |
|                  |                  |                                |                                       | |
| 1943             | 1945             | Antonin Dubuc (1896-1959)      | Rad.                                  | Cultivateur Conseiller d'arrondissement, maire de Saint-Lary Nommé conseiller départemental en 1943 Déclaré inéligible le 19 janvier 1945                                                                             |
|                  |                  |                                |                                       | |
| 1945             | 1974 (décès)     | Jean-Marie Chayron (1899-1974) | SFIO puis PS                          | maire de Castillon-en-Couserans (1945-1974) |
| 1974             | 1980 (démission) | Pierre Castet (1919-1999)      | PS                                    | maire de Cescau |
| 1981             | 2015             | Robert Zonch (1945-2021)       | PS                                    | Enseignant en retraite adjoint au Maire de Balaguères puis maire de Castillon-en-Couserans (2001-2014) Ancien Président de la Communauté de Communes du Castillonnais Vice-Président du Conseil Général               |

### Conseillers d'arrondissement (de 1833 à 1940)
Le canton de Castillon-en-Couserans avait deux conseillers d'arrondissement.
| Période                                  | Période      | Identité                                         | Étiquette   | Qualité |
| ---------------------------------------- | ------------ | ------------------------------------------------ | ----------- | --- |
| 1833                                     | 1836         | Jean Jacques Pierre Auguste Cabannes (1798-1888) |             | Pharmacien à Castillon                                                                                      |
| 1833                                     | 1842         | Jean Louis Paillas de Saint-Martin (1785-1860)   |             | Capitaine d'infanterie de ligne en retraite, propriétaire à Saint-Lary                                      |
| 1836                                     | 1842         | M. Roques                                        |             | Propriétaire, maire des Bordes                                                                              |
| 1842                                     | 1848         | M. Cazalas                                       |             | |
| 1842                                     | 1848         | M. Bergès                                        |             | Président du tribunal civil de Saint-Girons                                                                 |
|                                          |              |                                                  |             | |
|                                          | 1871         | Ferdinand Frèche                                 |             | Notaire à Castillon                                                                                         |
|                                          | 1871         | Auguste Cabannes                                 |             | Docteur-médecin et pharmacien à Castillon                                                                   |
|                                          |              |                                                  |             | |
|                                          | 1885 (décès) | Joseph Barthélemy Sentein (1838-1885)            |             | Médecin aux Bordes-sur-Lez                                                                                  |
|                                          |              |                                                  |             | |
|                                          | 1887 (décès) | M. Courteilh                                     |             | |
|                                          |              |                                                  |             | |
| 1889                                     | 1895         | Auguste Timbart                                  | Républicain | Négociant à Castillon                                                                                       |
| 1889                                     | 1901         | Paul Dunglas                                     | Républicain | Maire des Bordes-sur-Lez                                                                                    |
| 1895                                     |              | Théodore Agert                                   | Républicain | Instituteur en retraite à Aucazein                                                                          |
| 1901                                     |              | M. Rapaud                                        |             | |
|                                          |              |                                                  |             | |
| 1913                                     |              | Marcellin Peyrevidal                             | Radical     | Négociant à Castillon                                                                                       |
| 1913                                     |              | M. Cousture                                      | Radical     | Médecin |
|                                          |              |                                                  |             | |
| 1937                                     | 1940         | M. Claverie                                      | Radical     | |
| 1937                                     | 1940         | Antonin Dubuc                                    | Radical     | Cultivateur, maire de Saint-Lary                                                                            |
| 1940                                     |              |                                                  |             | Les conseils d'arrondissement ont été suspendus par la loi du 12 octobre 1940 et n'ont jamais été réactivés |
| Les données manquantes sont à compléter. |              |                                                  |             | |

## Démographie
| 1962  | 1968  | 1975  | 1982  | 1990  | 1999  | 2006  | 2011  | 2012  |
| ----- | ----- | ----- | ----- | ----- | ----- | ----- | ----- | ----- |
| 4 631 | 4 024 | 3 360 | 2 862 | 2 687 | 2 794 | 2 886 | 2 973 | 2 967 |